# Cenaclul de la Neuilly
Cenaclul de la Neuilly (cunoscut și sub denumirea de Cenaclul „Caietele Inorogului”) a fost o grupare literară românească din Neuilly-sur-Seine, Franța, inițiată și condusă de L. M. Arcade, care a avut drept scop principal promovarea lucrărilor scritorilor români în exil și publicarea acestora în limba română.

## Istoric

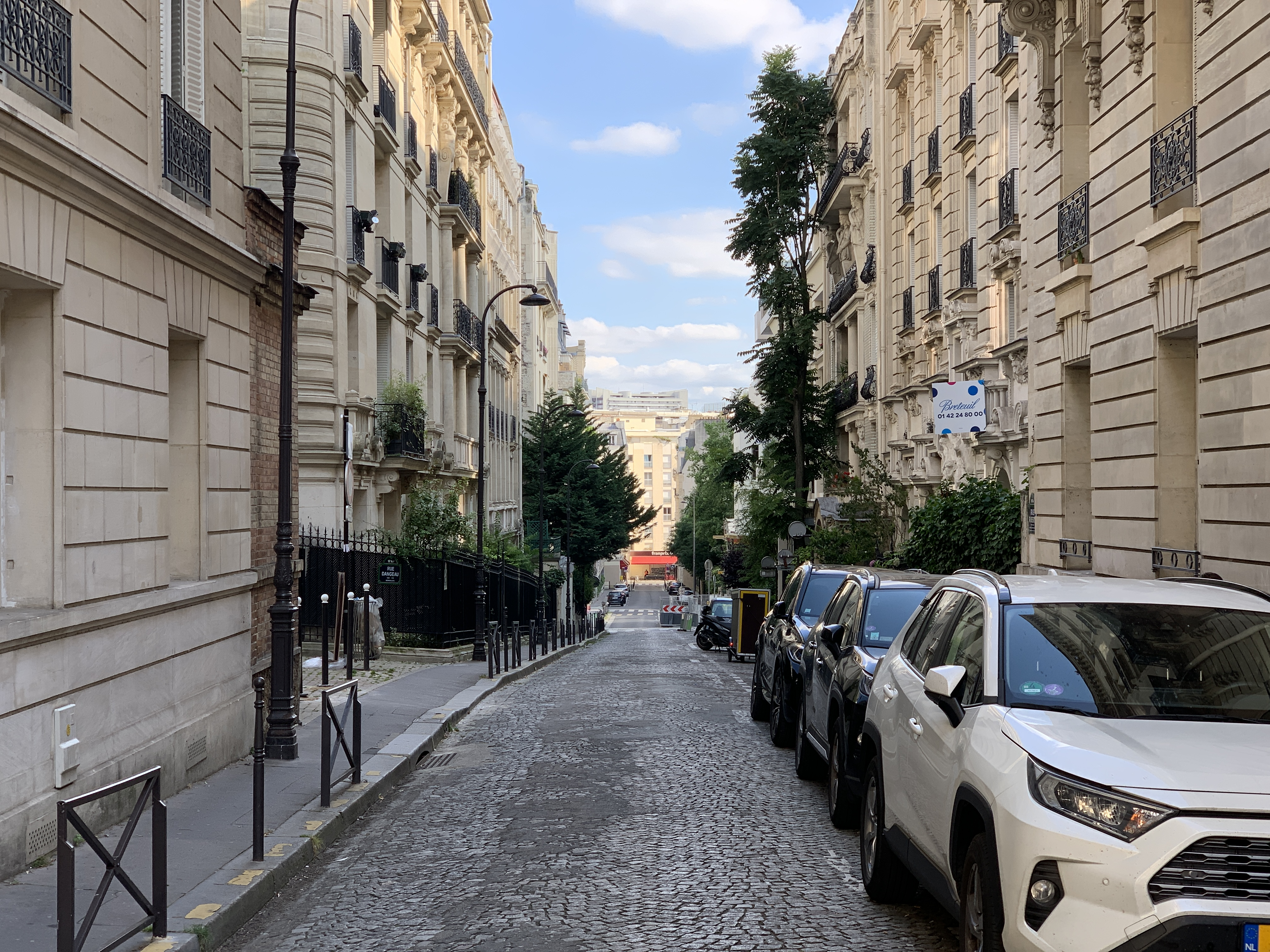
Rue Ribéra - Paris

Ședința fondatoare a Cenaclului de la Neuilly a avut loc în luna mai 1963. Ideea unui astfel de cenaclu al scriitorilor români exilați a pornit în 1953, de la Mircea Eliade, care a reunit atunci o grupare literară românească pe rue Ribéra, din care făceau parte Leonid Mămăligă (L. M. Arcade) și alți 15 români. În acest timp, membrii grupului au editat revista literară Anotimpuri. După ce majoritatea membrilor au plecat din Franța și acest prim cenaclu s-a desființat, în 1958 Leonid Mămăligă a organizat noi reuniuni literare în apartamentul său din Neuilly, care aveau să evolueze ulterior în acest cenaclu. Ședința fondatoare a Cenaclului de la Neuilly este considerată a fi cea din mai 1963. Cenaclul a fost structurat pe două direcții: căutarea de noi forme de expresie literară și editarea de cărți.

## Membri
Coordonați de L.M. Arcade, alți membri reprezentativi ai cenaclului au fost: Basarab Nicolescu, Nicu Caranica, Theodor Cazaban, Ioan Cușa, Virgil Ierunca, Monica Lovinescu, Paul Miron. Acestora li s-au alăturat numeroși membri invitați, printre care: Mircea Eliade, Vintilă Horia, Stéphane Lupasco, Horia Stamatu, Neagu Djuvara, Ana Blandiana, Ștefan Bănulescu, Nicolae Manolescu.

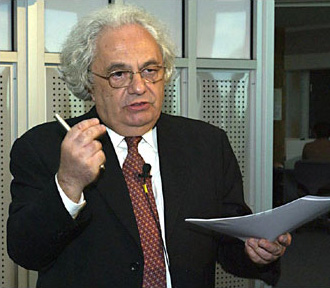
Basarab Nicolescu
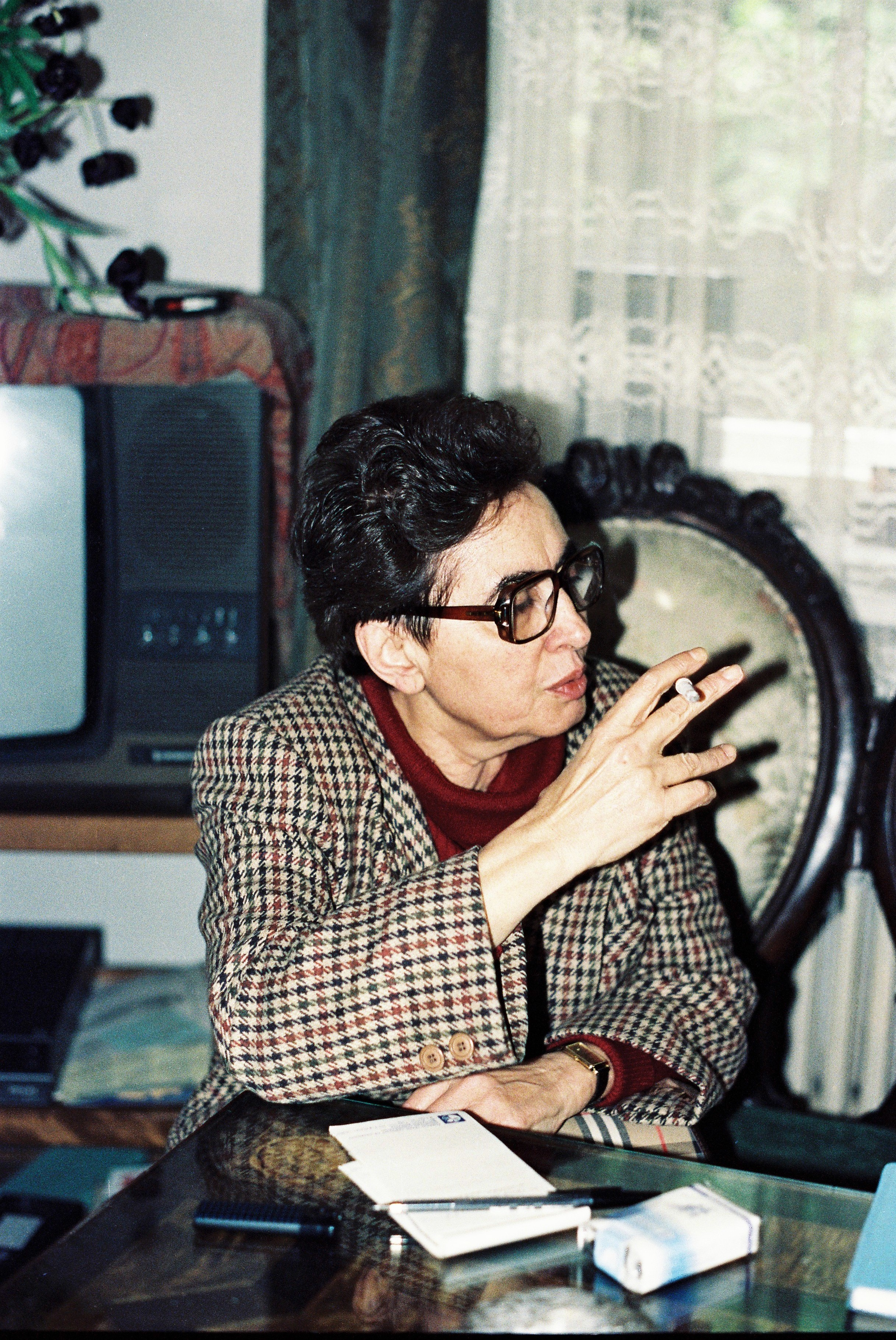
Monica Lovinescu
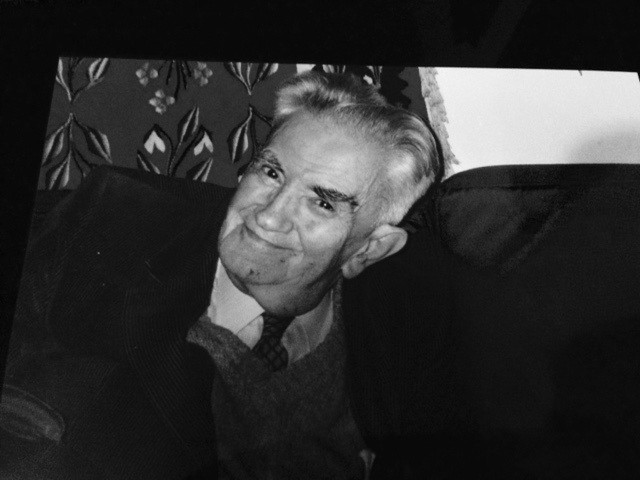
Nicu Caranica
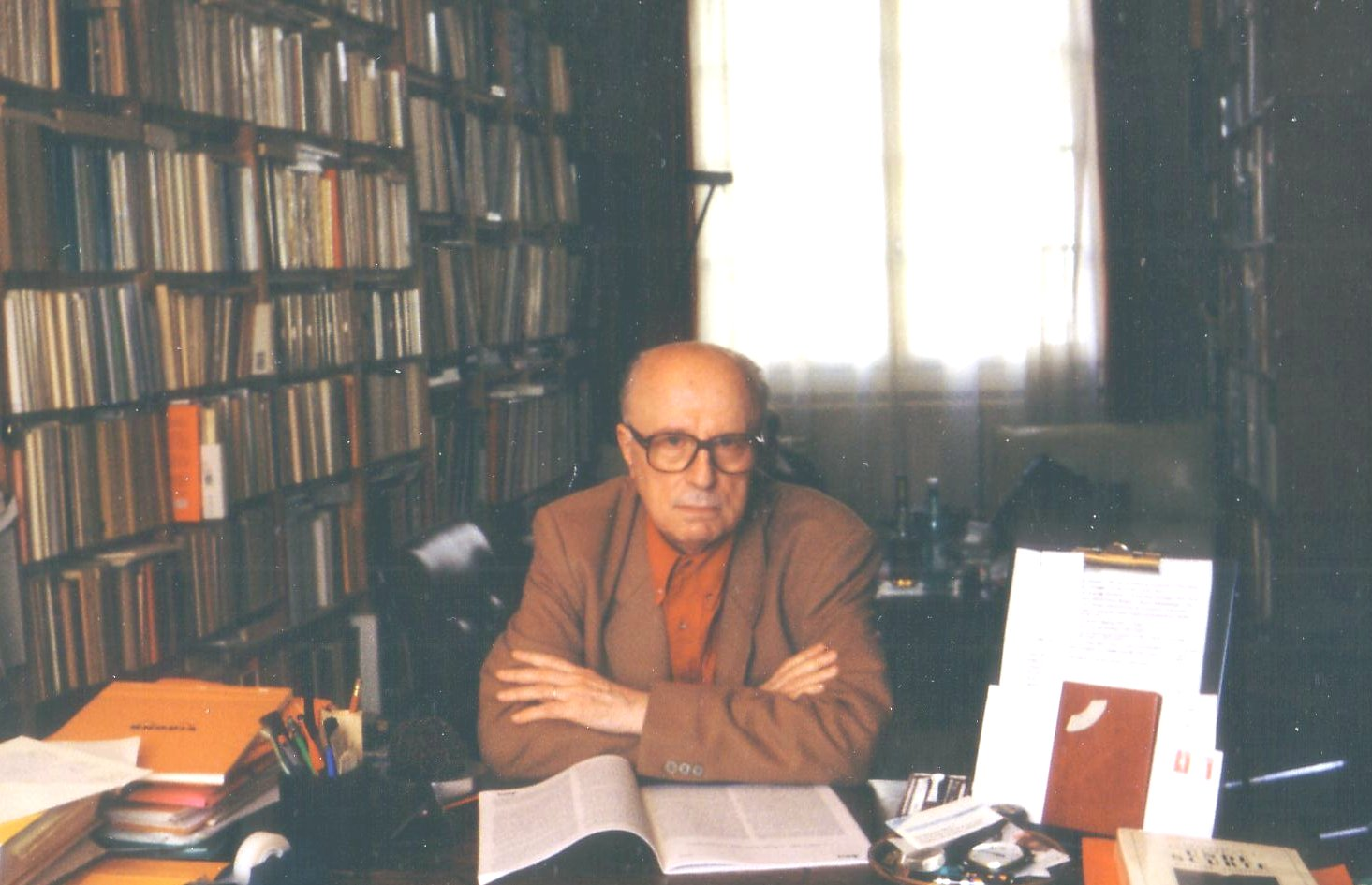
Virgil Ierunca
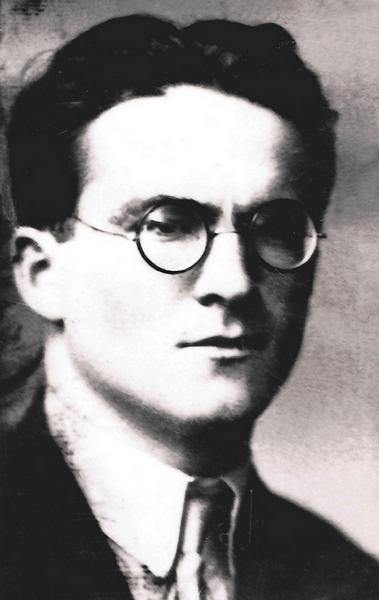
Mircea Eliade
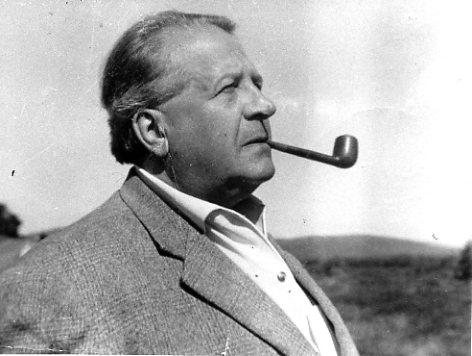
Stephane Lupasco
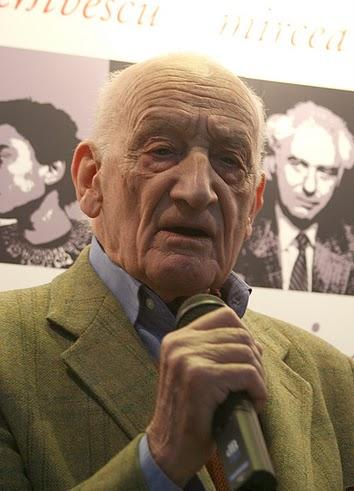
Neagu Djuvara
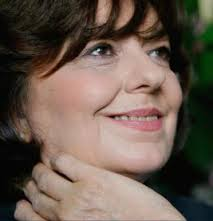
Ana Blandiana

## Caracteristici
Cenaclul de la Neuilly a promovat scrierea în limba română. Ședințele au avut loc de 4-5 ori pe an, timp de 30 de ani. De Cenaclul de la Neuilly este legată și înființarea Editurii „Caietele inorogului”, unde s-au publicat două cărți semnate de L. M. Arcade, una de Horia Stamatu și două de Mircea Eliade. În anii de existență în Franța, Cenaclul a însumat peste 130 de reuniuni, 3000 de pagini citite și cele cinci cărți editate în colecția „Caietele inorogului”.
Alături de scriitori și filosofi, la reuniunile de la Neuilly au participat și pictori, sculptori, cineaști, fizicieni, medici și ingineri, pentru a populariza eforturile de căutare a unor noi forme de expresie literară și editare de carte.
Un alt moment important a fost înființarea, tot de către L. M. Arcade, a Centrului de promovare a cărții românești în exil „Hyperion”, care a organizat un colocviu „Ștefan Lupașcu” în 1981, la Sorbona, iar în 1987 a organizat un congres internațional dedicat lui Mircea Eliade. Asociația „Hyperion” a contribuit la răspândirea cărților semnate de scriitori români în exil și la extinderea evenimentelor culturale românești din Franța.